# كليمنت باور
كليمنت باور (بالإنجليزية: Clement Power)‏ هو موزع بريطاني، ولد في 20 أغسطس 1980.